# Федюнькин, Иван Фёдорович
Иван Фёдорович Федюнькин (18 февраля 1901, село Саитовка, Кочкуровская волость, Лукояновский уезд, [[Нижегородская губерния] — 12 февраля 1950, Горький) — советский военный деятель, генерал-лейтенант (11.07.1945).

## Начальная биография
Родился 18 февраля 1901 года в селе Саитовка ныне Починковского района Нижегородской области, русский.

## Военная служба

### Гражданская война
В июне 1919 года был призван в ряды РККА и направлен красноармейцем в 149-й стрелковый полк, после чего принимал участие в боевых действиях на Восточном и Туркестанском фронтах.
В октябре 1919 года направлен на учёбу в школу инструкторов 1-й армии, после окончания которой в январе 1920 года был назначен на должность командира взвода запасного полка (Приволжский военный округ), после чего с июля по август принимал участие в подавлении антисоветского восстания под руководством А. В. Сапожкова на территории Самарской губернии.
В январе 1921 года вновь был направлен на Туркестанский фронт, где был назначен на должность командира взвода в 4-м, а затем — на аналогичную должность в 5-м Туркестанском стрелковом полках, дислоцированных в Ташкенте.

### Межвоенное время
В сентябре 1922 года был назначен на должность командира взвода и помощника командира роты 9-го Туркестанского стрелкового полка, дислоцированного в Восточной Бухаре, после чего принимал участие в боевых действиях против басмаческих вооруженных формирований на территории Хорезмской республики.
В октябре 1924 года был направлен на учёбу на повторное отделение Объединённой военной школы имени В. И. Ленина (Московский военный округ), после окончания которого в августе 1925 года был назначен на должность помощника командира роты 41-го стрелкового полка (14-я стрелковая дивизия), а в декабре 1927 года — на должность курсового командира Иваново-Вознесенской пехотной школы. В том же году вступил в ряды ВКП(б).
После окончания Стрелково-тактических курсов «Выстрел» в январе 1930 года был направлен в Бакинскую пехотную школу, где служил на должностях курсового командира, помощника командира и командира роты.
В мае 1934 года был направлен на учёбу в Военную академию имени М. В. Фрунзе, после окончания которой в декабре 1937 года был назначен на должность начальника 1-й части штаба 24-й стрелковой дивизии, в марте 1938 года — на должность начальника 1-го отделения 1-го отдела штаба Ленинградского военного округа, а в апреле того же года — на должность старшего помощника начальника 1-го отдела Управлению по комначсоставу РККА.
В ноябре 1938 года был переведён в Харьковский военный округ и назначен на должность начальника штаба 3-й Крымской стрелковой дивизии, а в феврале 1940 года — на должность начальника штаба 78-й стрелковой дивизии (Дальневосточный фронт).

### Великая Отечественная война
Участник Великой Отечественной войны. С началом военных действий находился на прежней должности. В октябре 1941 года дивизия была передислоцирована на Западный фронт, после чего во время битвы за Москву принимала участие в боевых действиях на волоколамском направлении. Вскоре за героизм и стойкость в оборонительных боях дивизия была преобразована в 9-ю гвардейскую.
В январе 1942 года назначен на должность командира 149-й стрелковой дивизии, а в ноябре — на должность командира 11-й гвардейской стрелковой дивизии, которая принимала участие в ходе боевых действий на жиздринском направлении.
В июле 1943 года был на должность командира 16-го гвардейского стрелкового корпуса, который участвовал в ходе Орловской и Городокской наступательных операций, а также в освобождении городов Карачев и Городок.
В январе 1944 года назначен на должность командира 103-го стрелкового корпуса, участвовавшего в боевых действиях во время Белорусской наступательной операции и освобождении городов Дисна, Даугавпилс, Илуксте и Екабпилс.
В декабре 1944 года назначен на должность командира 1-го гвардейского стрелкового корпуса, участвовавшего в ходе Рижской и Мемельской наступательных операций.

### Послевоенная карьера
После окончания войны продолжил командовать корпусом в составе Московского военного округа.
В августе 1947 года был назначен на должность командира 126-го лёгкого горнострелкового корпуса (Дальневосточный военный округ), однако с июня 1948 года состоял в распоряжении главнокомандующего Сухопутными войсками в связи с болезнью. После выздоровления в декабре того же года был назначен на должность командира 12-го стрелкового корпуса (Закавказский военный округ), а в августе 1949 года — на должность помощника командующего войсками Горьковского военного округа по военно-учебным заведениям.
Генерал-лейтенант Иван Фёдорович Федюнькин умер 12 февраля 1950 года в г. Горьком. Похоронен на Красном (Бугровском) кладбище (8 уч.).

## Награды
- орден Ленина (21.02.1945[4]);
- три ордена Красного Знамени (02.01.1942, 30.01.1943, 03.11.1944[4]);
- два ордена Суворова 2 степени (27.08.1943, 26.07.1944);
- орден Кутузова 2 степени (29.06.1945);
- орден Отечественной войны 1 степени (23.05.1943);
- Медали.

Приказы (благодарности) Верховного Главнокомандующего, в которых отмечен Федюнькин И. Ф.
- За прорыв сильной, глубоко эшелонированной обороны Витебского укрепленного района немцев, северо-западнее города Витебск, на участке протяжением 35 километров, Объединённой военной школы имени В. И. Ленинаи продвижение в глубину за два дня наступательных боев от 20 до 40 километров, расширение прорыва до 80 километров по фронту, и выход к реке Западная Двина на участке 35 километров. 24 июня 1944 года № 115.
- За овладение штурмом городами Даугавпилс (Двинск) и Резекне (Режица) — важными железнодорожными узлами и мощными опорными пунктами обороны немцев на рижском направлении. 27 июля 1944 года № 153.
- За переход в наступление из района северо-западнее и юго-западнее Шяуляй (Шавли), прорыв сильно укрепленной обороны противника и овладение важными опорными пунктами обороны немцев Телыпай, Плунгяны, Мажейкяй, Тришкяй, Тиркшляй, Седа, Ворни, Кельмы. 8 октября 1944 года № 193.

Иностранные награды:
- Командор Ордена Британской Империи (Великобритания 1944)[6]